# Regress or progress '96-'97 DOCUMENT
『regress or progress '96 - '97 DOCUMENT』（リグレス・オア・プログレス - ドキュメント）は、日本のバンド・Mr.Childrenの3作目の映像作品。1997年9月10日にトイズファクトリーよりVHSで発売された。

## 概要
Mr.Children活動休止期間中リリースの第2弾。ドキュメンタリー作品としては1995年の『【es】 Mr.Children in FILM』に続き2作目（前作は映画という形式）。アルバム『深海』発売後に行われたライブツアー『Mr.Children TOUR "REGRESS OR PROGRESS" '96～'97』のアリーナ公演の舞台裏に迫っている。収録曲の多くは1〜2分程度でフェードしていき、ほとんどは楽屋裏の模様や、リハーサル風景、インタビューが収録されている。最後は『Mr.Children TOUR "REGRESS OR PROGRESS" '96～'97 FINAL』の1曲目のカウントで寸止めされ、ライブ・ビデオ『regress or progress '96 - '97 tour final IN TOKYO DOME』への布石を作っている。
監督は鶴岡雅浩が、アートディレクターは信藤三雄が担当した。

## 演奏
- Mr.Children
  - 桜井和寿：VOCAL & GUITAR
  - 田原健一：GUITAR
  - 中川敬輔：BASS GUITAR
  - 鈴木英哉：DRUMS
- 小幡英之：SAXOPHONE
- 長田功：TRUMPET
- 松本賢：COMPUTER PROGRAM & KEYBOARD
- 浦清英：KEYBOARD
- 河口修二：GUITAR

## 収録曲
1. All by myself
  - リハーサル映像からライブ映像へ繋がっている。
2. （タイトル不明）
  - 1996年11月13日、仙台市体育館でのライブにおいてこの日限りで歌われた曲。11月14日の鈴木英哉の誕生日を祝うために、桜井和寿が「名もなき詩」の前のMC中に弾き語りで披露した。インディーズ時代の楽曲「Happy Birthday」が原曲。
3. Everything (It's you)
  - リハーサル映像。途中から歌詞がウルフルズの「バンザイ 〜好きでよかった〜」に変わっていく。
4. innocent world
  - ライブ映像。実際のコンサートでは1曲目に歌われていた。
  - 一部のみ収録。
5. ラヴ コネクション、虹の彼方へ、メインストリートに行こう、車の中でかくれてキスをしよう、everybody goes -秩序のない現代にドロップキック-
  - ライブ映像。数秒で切り替っていく。
6. Brandnew my lover、タイムマシーンに乗って、傘の下の君に告ぐ
  - リハーサル映像。数秒で切り替っていく。